# Charles Burton Barber

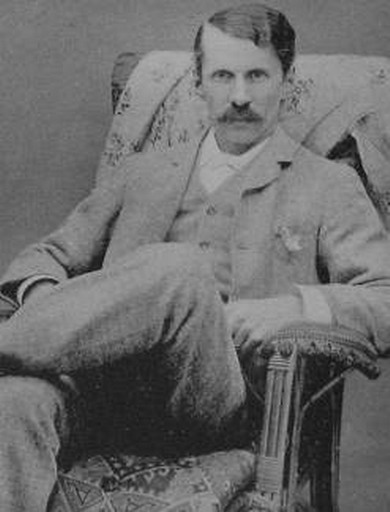
Foto di Charles Burton Barber

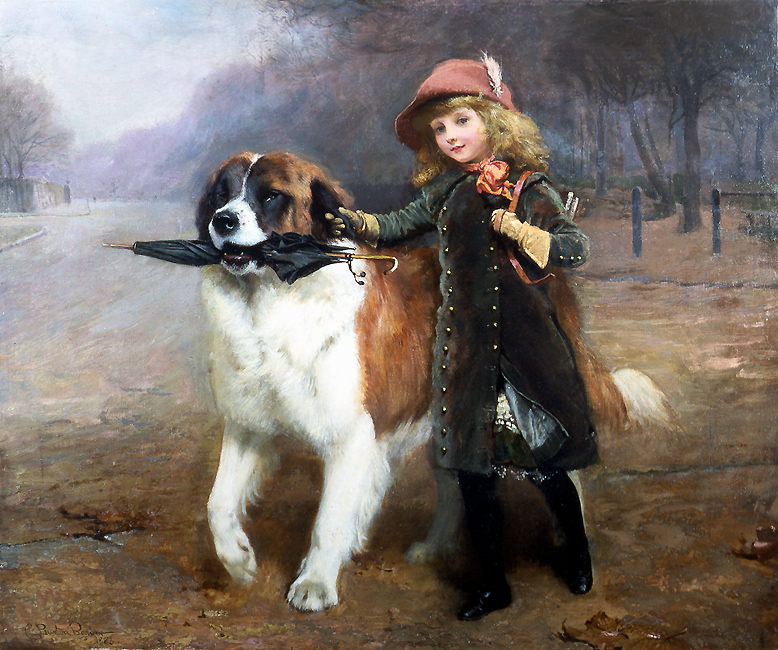
Off to School (andando a scuola) di Charles Burton Barber, 1883. (Rehs Galleries, Inc., New York City)

Charles Burton Barber (Great Yarmouth, 1845 – Londra, 1894) è stato un pittore inglese.

## Biografia
Charles Burton Barber nasce nel 1845 da Elizabeth Blowers e Charles Barber a Great Yarmouth, nel Norfolk.
Dai diciotto anni studiò alla Royal Academy of Arts e visse vicino a Regent's Park.
Charles divenne un pittore di animali molto popolare specializzato soprattutto in ritratti sentimentali di cani, spesso con bambini. Le sue opere spaziarono dalla riproduzione fotograficamente reale allo schizzo rapido. Benché ritenute troppo sentimentali le sue opere rimasero popolari, soprattutto grazie alla sua abilità pittoria.
All'epoca era considerato uno dei migliori pittori inglesi di animali e gli furono commissionate diverse opere dalla Regina Vittoria in cui ritraesse lei e i suoi nipoti con i loro cani. Ottenne commissioni anche dall'allora principe del Galles, il futuro Edoardo VII, sempre per ritratti con animali domestici.
Nel 1883 è stato eletto membro del Royal Institute of Oil Painters. Ha esposto al Royal Institute of Oil Painters, Walker Art Gallery, Manchester City Art Gallery e alla Royal Academy dal 1866 al 1893.
Ricevette la sua ultima commissione dalla Regina Vittoria nel 1894 e pochi mesi dopo si spense.
Alcune delle sue opere sono esposte alla Royal Collection ma gran parte delle sue opere sono esposte al Lady Lever Art Gallery a Port Sunlight. Harry Furniss contribuì ad un libro sulla sua vita e pittura.

## Galleria d'immagini

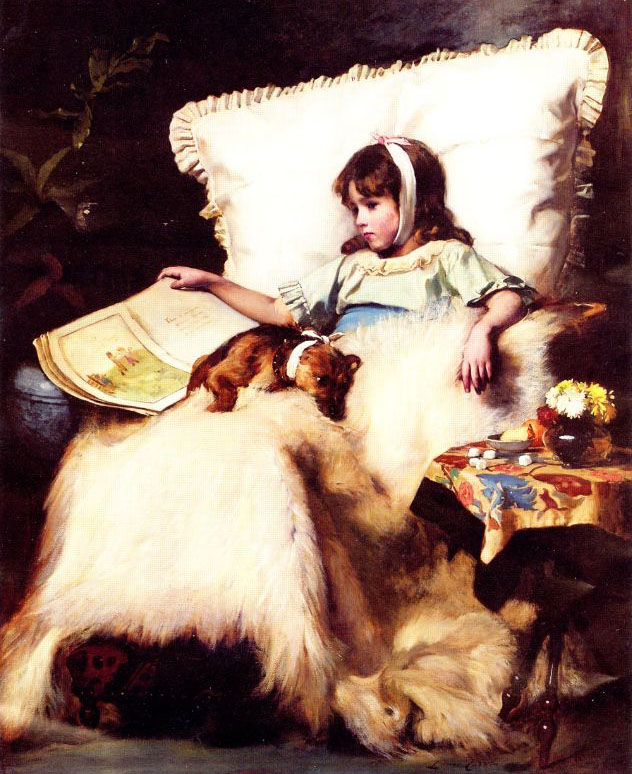
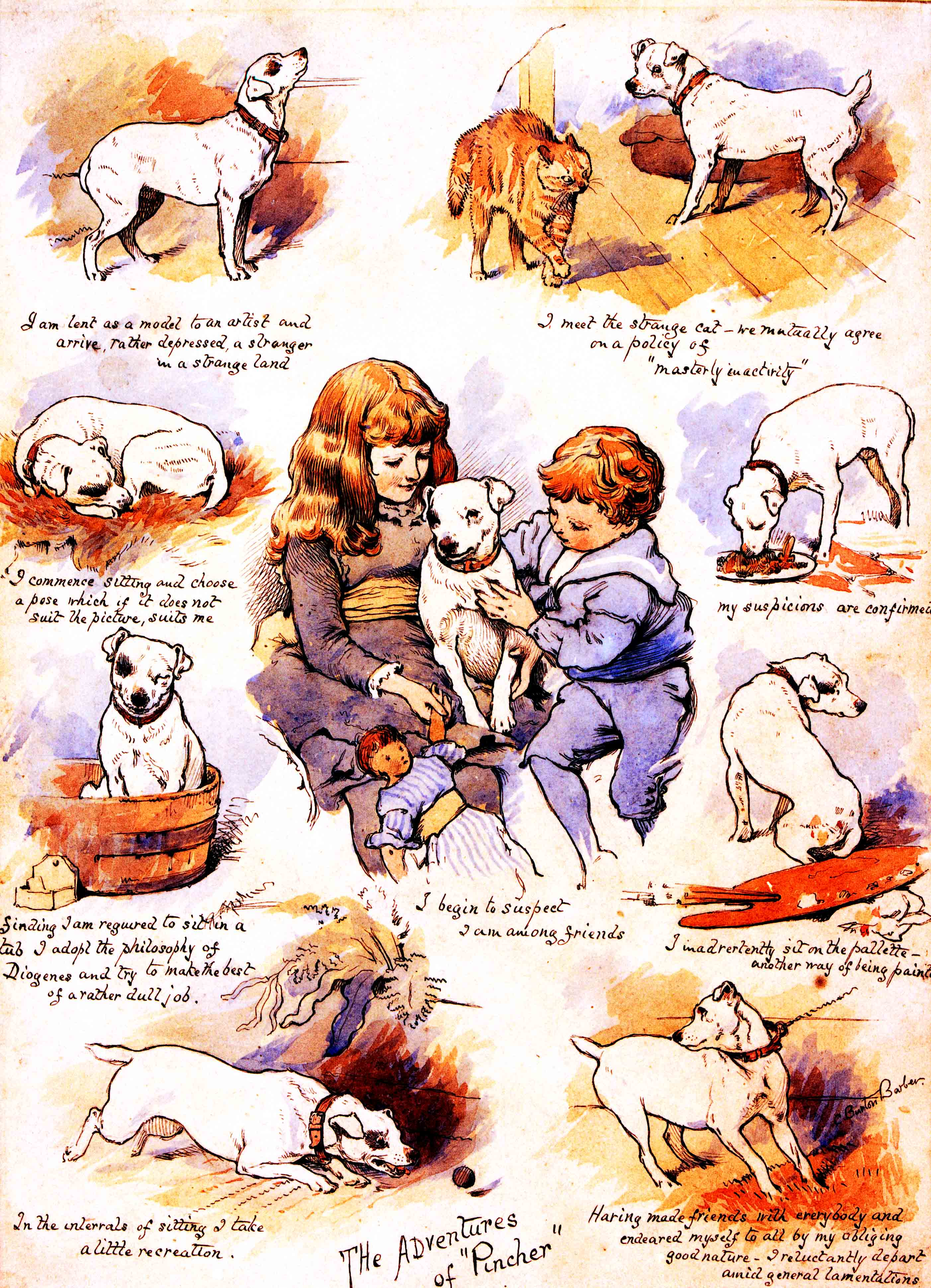